# The Legacy
The Legacy (с англ. — «Наследие») — дебютный студийный альбом американской трэш-метал-группы Testament, выпущенный в 1987 году.

## Об альбоме
До записи альбома в 1986 году Testament были известны как Legacy. Их состав состоял из певца Стива «Зэтро» Сузы, гитаристов Алекса Сколника и Эрика Питерсона, басиста Грега Кристиана и барабанщика Луи Клементе. Вокалист Чак Билли был членом другой местной группы Guilt, которая играла в духе таких групп, как Dokken и Mötley Crüe. Он несколько раз выступал с Legacy, и его попросили стать новым вокалистом после того, как Суза ушел в Exodus. В 1986 году группа изменила свое название на Testament, узнав, что существует джазовая группа Legacy. Название Testament было предложено Билли Милано (из S.O.D. и M.O.D.), который был другом группы в ранние годы. Это был единственный альбом группы, в который вошли песни за соавторством Сузы. Такими были все песни, кроме «C.O.T.L.O.D.» и «Do or Die», которые были написаны оригинальным певцом Legacy Дерриком Рамирезом и Чаком Билли, соответственно. Завершающая композиция «Apocalyptic City» была написана Сколником и Питерсоном. Альбом был записан и микширован в студиях Pyramid Sound Studios в Итаке (Нью-Йорк) и прошел мастеринг в Frankford Wayne Mastering Labs в Нью-Йорке.
После выпуска этого альбома группа быстро обрела известность в трэш-металлическом обществе; уже в то время их сравнивали с такими известными группами трэш-метала, как Metallica, и тур, последующий за альбомом, только помог им укрепить свои позиции — Testament провели турне с известной группой из Нью-Джерси Anthrax.
Музыкальное звучание альбома акцентировано на более прогрессивных элементах трэш-метала. Тексты песен затрагивали оккультную и сатанинскую тематику. Песня «Over the Wall» стала завсегдатаем концертов группы.
В поддержку альбома группа отправилась в мировое турне с июня 1987 года по апрель 1988 года. Во время американской части их тура они открывали Anthrax в их туре Among the Living, гастролировали по югу и восточному побережью с Overkill и сыграли два шоу в Северной Калифорнии с Megadeth.
В июне 2024 года было объявлено, что этот альбом и последующий, The New Order, подвергнутся ремастерингу и будут выпущены 12 июля 2024 года.

## Приём альбома
Альбом музыкальные критики восприняли положительно. Алекс Хендерсон из AllMusic оценил альбом четырьмя с половиной звездами из пяти и сказал, что Testament заслуживает уважение в «кругах трэша» и назвал его «неустанно тяжелой и многообещающей попыткой сосредоточиться на таких предметах, как оккультизм, колдовство, ядерная война и глобальное уничтожение». Хендерсон также похвалил продюсера Алекса Периэласа как «превосходного — уважаемого в металлических кругах», и добавил, что Периэлас «явно вдохновил Testament играть тяжело и держать темп».
К марту 1990 года группа продала около 150,000 копий альбома в США. Альбом был включен в список «Любимые альбомы 1987 года Фрэнка» на Metal Injection.
Loudwire поместили альбом:
- На 13 место в списке лучших дебютных метал-альбомов[8];
- На 3 место списка «Топ-10 трэш-альбомов, выпущенных НЕ большой четверкой»[9];
- На 1 место в каталоге группы[10];
- На 11 место в списке лучших трэш-метал альбомов всех времён[11];
- Включили альбом в список лучших дебютных трэш-метал-альбомов всех времён[12].

## Список композиций
| №                   | Название                                       | Текст песни                  | Музыка                                      | Длительность |
| ------------------- | ---------------------------------------------- | ---------------------------- | ------------------------------------------- | ------------ |
| 1.                  | «Over the Wall»                                | Стив Суза                    | Эрик Питерсон, Алекс Сколник, Грег Кристиан | 4:07         |
| 2.                  | «The Haunting»                                 | Суза, Питерсон               | Сколник, Питерсон                           | 4:17         |
| 3.                  | «Burnt Offerings»                              | Суза, Питерсон               | Сколник, Питерсон                           | 5:07         |
| 4.                  | «Raging Waters»                                | Суза, Питерсон               | Питерсон                                    | 4:32         |
| 5.                  | «C.O.T.L.O.D.» (Curse of the Legions of Death) | Рамирез, Питерсон            | Рамирез, Питерсон                           | 2:32         |
| 6.                  | «First Strike Is Deadly»                       | Суза, Кристиан               | Питерсон, Сколник                           | 3:43         |
| 7.                  | «Do or Die»                                    | Сколник, Питерсон, Чак Билли | Сколник, Питерсон, Луи Клементе             | 4:39         |
| 8.                  | «Alone in the Dark»                            | Суза                         | Сколник, Питерсон                           | 4:05         |
| 9.                  | «Apocalyptic City»                             | Сколник, Питерсон            | Сколник, Питерсон                           | 5:51         |
| Общая длительность: | Общая длительность:                            | Общая длительность:          | Общая длительность:                         | 38:45        |

## Участники записи
- Чак Билли — вокал
- Алекс Сколник — гитара
- Эрик Питерсон — гитара
- Грег Кристиан — бас-гитара
- Луи Клементе — ударные

Производство
- Алекс Периэлас — музыкальный продюсер, звукоинженер
- Марша Зазула — продакшн (исп. продюсер)
- Джон Зазула — продакшн (исп. продюсер)
- Том Койн — мастеринг

Обложка и дизайн
- Эрик Питерсон — концепт логотипа
- Билл Бенсон — логотип
- Алексис Олсон — концепт обложки
- Дэн Муро — фотография обложки, специальные эффекты